# Żarna

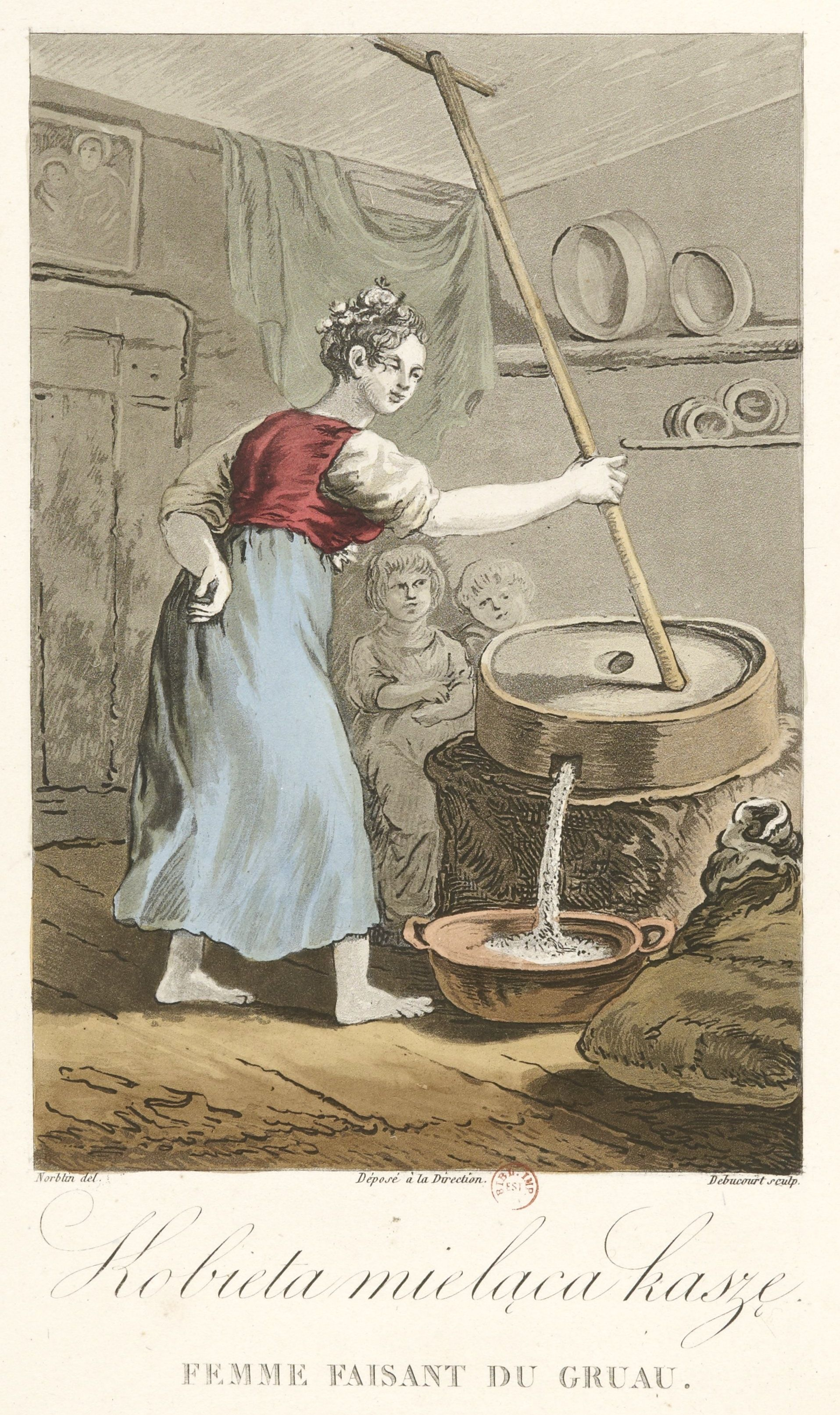
„Kobieta mieląca kaszę” w żarnach na XVIII-wiecznym rysunku Jana Norblina

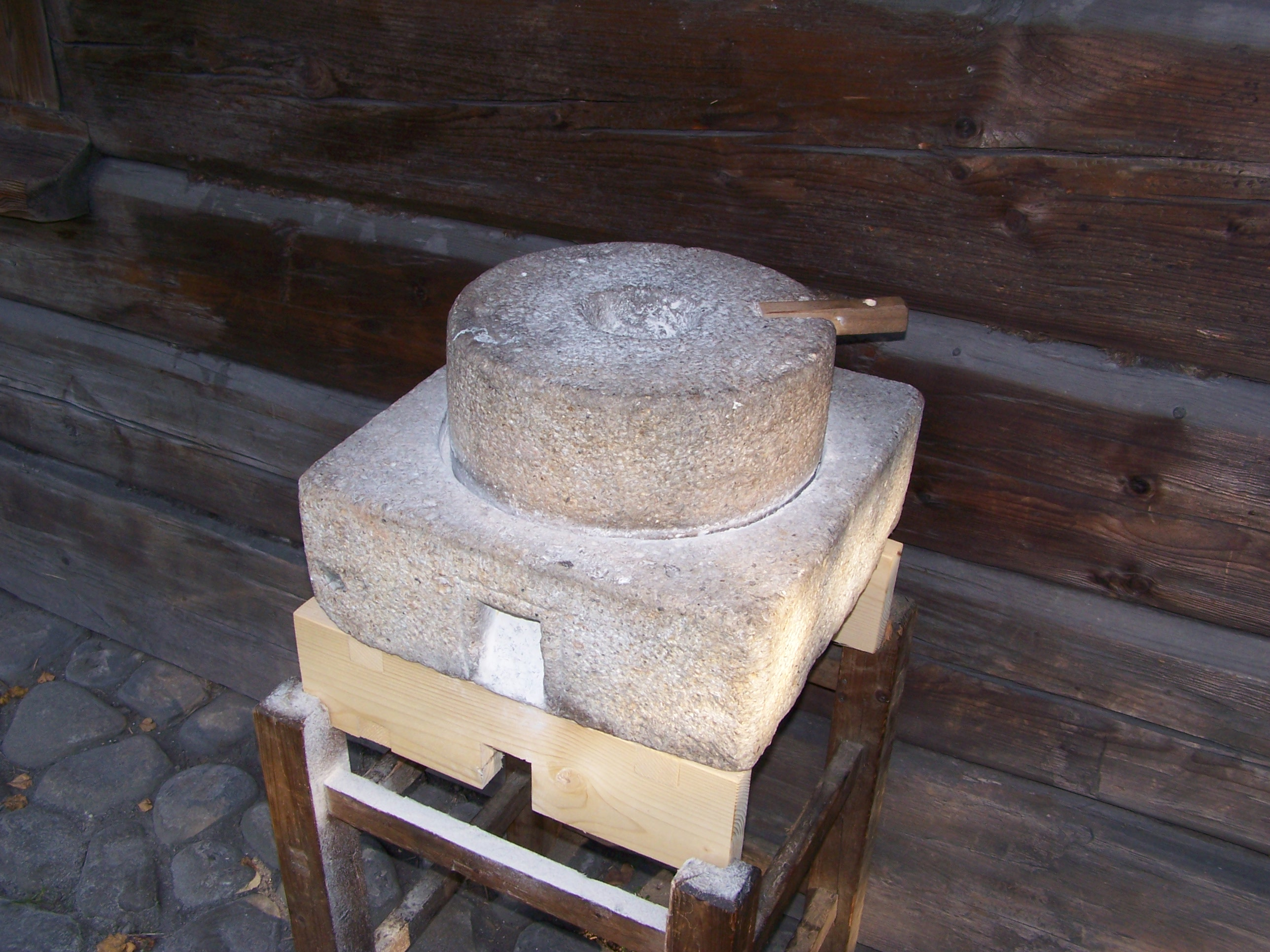
Kamienne żarna

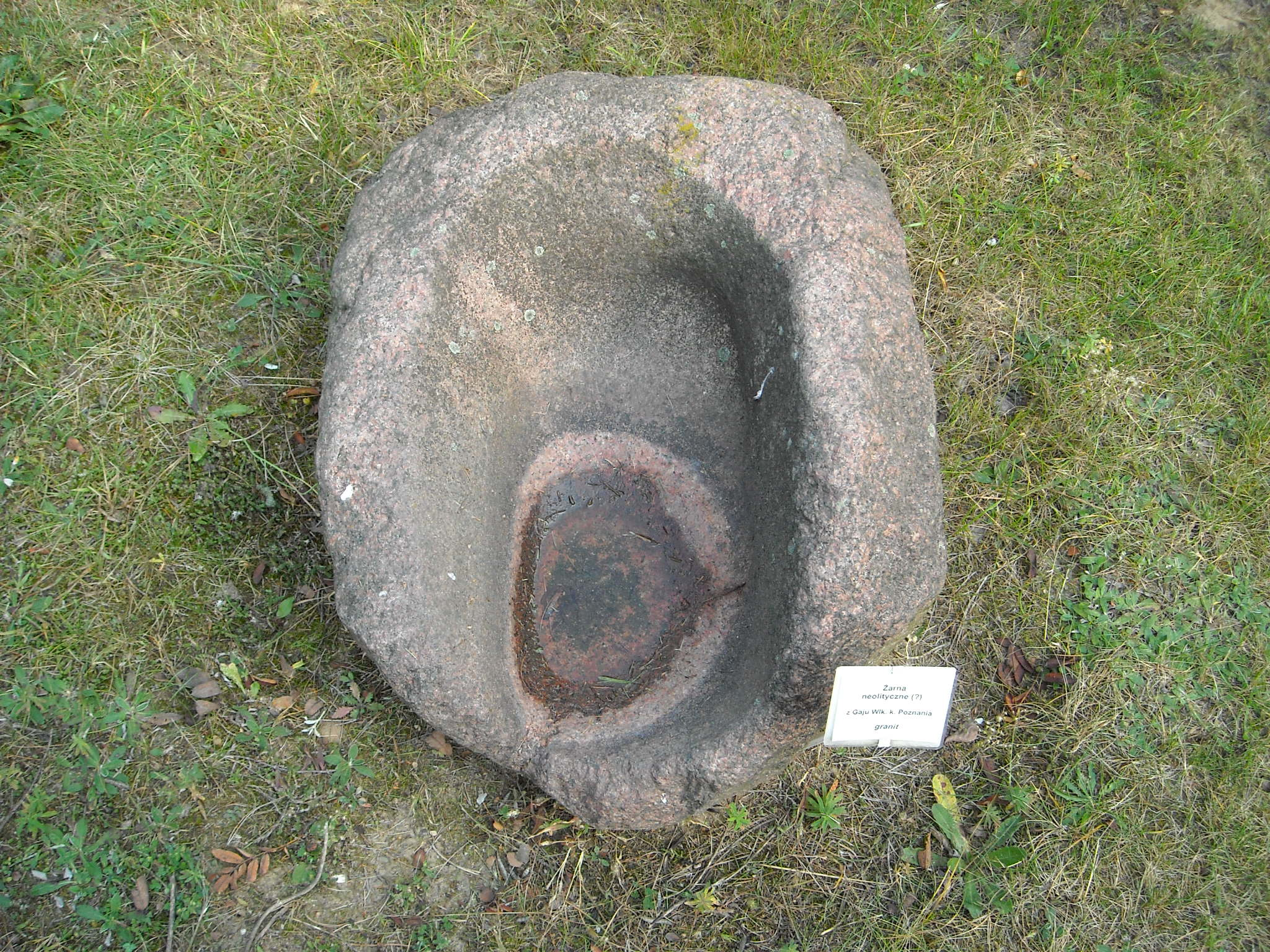
Żarna neolityczne wykonane z granitu, znalezione w miejscowości Gaj Wielki (województwo wielkopolskie), wystawiane na terenie Instytutu Geologii Wydziału Nauk Geograficznych i Geologicznych UAM

Żarna – urządzenie do ręcznego mielenia zboża, złożone z dwóch kamieni, jednego nad drugim, z których górny jest ruchomy względem dolnego.

## Budowa
Żarna w swej pierwotnej postaci składały się z kamiennej płyty, na której rozcierano ziarna zbóż za pomocą mniejszego kamienia, tzw. rozcieracza, trzymanego w ręce przez osobę wykonującą pracę.

## Historia
Kamienie żarnowe są najstarszym elementem żaren i występują w zmodyfikowanej formie we wszystkich typach żaren na przestrzeni wieków. Za jeden z najstarszych kamieni żarnowych uważa się kamień znaleziony na stanowisku archeologicznym Ohalo II w Izraelu, datowanym na 23 000 lat temu. Pierwsze prymitywne żarna z rozcieraczem pojawiły się na ziemiach polskich już w I okresie neolitu, rozprzestrzeniły się w okresie późno-lateńskim jako wynik wpływów celtyckich i były w powszechnym użyciu do okresu wpływów kultury prowincjonalno-rzymskiej.

## Rodzaje żaren
Można wyodrębnić kilka odmian żaren w zależności od ukształtowania ich płaszczyzn rozcierających:
1. żarna, których kamień spodni miał powierzchnię płaską
2. żarna, których kamień spodni był wklęsły wzdłuż osi podłużnej
3. żarna nieckowate o kamieniu spodnim wklęsłym wzdłuż osi podłużnej i poprzecznej

Również wśród rozcieraczy można wyodrębnić kilka podstawowych form:
1. kuliste
2. krążkowe
3. bochenkowate
4. podłużne

Zróżnicowanie to powstało przede wszystkim wskutek ścierania się kamieni w trakcie pracy.
Żarna z rozcieraczem nie posiadały żadnej obudowy, lecz spoczywały bezpośrednio na ziemi na rozłożonej macie lub innej podkładce, na którą opadał zmielony już produkt.
Żarna rotacyjne zaczęły się pojawiać na ziemiach polskich w ok. I wieku p.n.e. i prawdopodobnie wywodzą się od małych przenośnych żaren używanych przez wojska rzymskie. Pierwotna forma żaren rotacyjnych to dwa kręgi, z których górny jest obrotowy i zwany jest biegunem, zaś kamień spodni to tzw. leżak.
Ze względu na kamień dolny, służący do mielenia, możemy również zakwalifikować owe żarna do dwóch różnych grup:
1. żarna o dolnym kamieniu wklęsłym i lejkowato wgłębionym kamieniu górnym
2. żarna o dolnym kamieniu płaskim z naciętymi płytkimi rowkami i zagłębieniami

Żarna rotacyjne również nie posiadały kadłuba i były ustawiane na ziemi. Górny kamień (biegun) wprawiano w ruch obrotowy za pomocą żelaznej osi. Tego typu żaren używano powszechnie na obszarach Polski do końca XIX wieku, a w niektórych miejscach i do I wojny światowej a w Polsce południowo-wschodniej do wczesnych lat 50. XX wieku.
Ponadto można jeszcze wyróżnić żarna o obudowie drewnianej, które dzielimy na żarna kłodowe (cylindryczne pionowe i czworoboczne) oraz żarna w obudowie z desek lub klepek.
Typowe żarna rotacyjne składają się z kamieni żarnowych, osi, paprzycy, rączki (żerdki – kierownicy, żarnówki), kadłuba i mechanizmu regulującego rozstaw kamieni.
Oś, zwana też wrzecionem, to element konstrukcyjny, wokół którego obraca się kamień wierzchni. Rączka bądź też żerdka – kierownica służy do wprawiania w ruch górnego kamienia, kadłub to obudowa, przyjmująca zazwyczaj kształt skrzynki wspartej na czterech nogach. Mechanizm regulacji rozstawu kamieni to ruchoma oś, której część górna przechodzi przez kamień spodni i podpiera kamień obrotowy (górny), dolna zaś poniżej leżaka opiera się na poprzeczce umocowanej poniżej blatu kadłuba. Podnoszenie lub obniżanie poprzeczki powoduje podnoszenie lub opuszczanie górnego kamienia, a to z kolei umożliwia regulowanie grubości zmielonego produktu.
Również na podstawie kamieni żarnowych była określana szeroko rozpowszechniona na ziemiach polskich aż do połowy XIX w. miara ciężaru (np. wosku, łoju i in.), nosząca nazwę kamienia. W zależności od okolicy wynosiła ona około 12,8 kg, niekiedy zaś mniej lub więcej i prawdopodobnie swą genezę miała w powszechnie przyjętej wadze kamienia żarnowego.